# ATV
ATV (Automated Transfer Vehicle), có nghĩa là tàu vận tải tự hành, là một tàu vũ trụ của cơ quan không gian châu Âu được sử dụng để chuyên chở các trang thiết bị và dụng cụ thí nghiệm, thức ăn, nước, không khí, các nhu yếu phẩm khác và nhiên liệu cho trạm không gian quốc tế ISS. Nó cũng có thể được dùng để đẩy trạm ISS lên quỹ đạo cao hơn khi cần.

## Lịch sử
Từ năm 1987, ngành công nghiệp của châu Âu với sự dẫn đầu của ESA đã có các nghiên cứu khái niệm và hệ thống về một phương tiện vận tải tự động.
Năm 1988, sau khi quyết định tham gia vào chương trình trạm không gian của Mỹ với việc ký kết một thỏa thuận liên chính phủ với Hoa Kỳ và các đối tác tham gia khác, ESA đã có dự định phát triển một loại tàu vũ trụ không người lái có thể bị phá hủy sau khi sử dụng. Các tàu này được dự định dùng để đưa hàng tiếp tế lên trạm và mang rác thải khỏi trạm bên cạnh tàu con thoi của Mỹ và tàu bay không gian Hermes của châu Âu.
Con tàu này được dự định phóng lên bởi tên lửa Ariane 5 khi đó còn chưa được xây dựng. Do đó nó được đặt tên là Ariane Transfer Vehicle (ATV), về sau được đổi lại là Automated Transfer Vehicle. Nó được dự kiến có khả năng đáp ứng được nhiều loại trọng tải khác nhau kể cả các module của trạm không gian, các côngtenơ chứa hàng và các vệ tinh.
Vào thời điểm đó, ATV được dự định phát triển trong vòng 5 năm và sẽ được đưa lên bệ phòng ngay khi tên lửa Ariane 5 được đưa vào sử dụng khoảng giữa thập niên 90. Chi phí cho dự án được dự toán khoảng 100 – 150 triệu đôla, và giá của mỗi con tàu vào khoảng 30 – 40 triệu đôla.
Năm 1992, ESA bắt đầu hợp tác nghiên cứu với NASA để xác định các sứ mệnh ATV tới trạm không gian tự do của Mỹ.
Năm 1993, ESA và cơ quan không gian liên bang Nga (RSA - Russian Space Agency) đã đồng ý nghiên cứu các sứ mệnh có thể có của các tàu ATV lên trạm Mir 2. Vì lý do tài chính, các dự án trạm không gian tự do của Mỹ và Mir 2 của Nga sau này đã được kết hợp lại trong một dự án quốc tế lớn hơn là chương trình trạm không gian quốc tế.
Năm 1995, sau một hội nghị cấp bộ trưởng ở Toulouse, Pháp, các nước châu Âu đã chấp thuận tham gia vào chương trình trạm không gian quốc tế với 2 đóng góp chính là phòng thí nghiệm Columbus và tàu vận tải ATV. Có 10 đại diện của ESA tham gia vào chương trình này là Bỉ, Đan Mạch, Đức, Pháp, Hà Lan, Na Uy, Tây Ban Nha, Thụy Điển, Thụy Sĩ và Ý.
Cũng trong năm 1995, Nga cũng quyết định tham gia vào chương trình này. DASA, khi đó là nhà thầu chính của dự án ATV, đã đề nghị RKK Energia, nơi phát triển chính các tàu vũ trụ của Nga, về việc xem xét khả năng sử dụng ATV bên trong khu vực của Nga trên trạm không gian quốc tế. Sau đó, vai trò này của DASA đã được chuyển cho Aerospatiale, một công ty Pháp vào năm 1996. Từ đây, nhiều sự cải tiến và bổ sung đã được đưa thêm vào thiết kế của ATV như hệ thống tiếp nhiên liệu, hệ thống hỗ trợ cho việc ghép nối vào trạm và thêm các tấm thu năng lượng mặt trời giúp ATV có thể hoạt động độc lập trên quỹ đạo trong thời gian dài hơn.
Trong suốt thời kỳ này, hai bên Nga và châu Âu đã trải qua nhiều cuộc thương thuyết và tranh luận về vấn đề chi phí cũng như về mặt kỹ thuật của dự án. Cuối cùng ngày 21 tháng 6 năm 2000 RKK Energia và Alenia – một công ty của Ý đã đặt được một hợp đồng về sự hỗ trợ từ các hệ thống của Nga dành cho ATV. Đổi lại, một phần bên trong của ATV sẽ được dùng để chứa các hàng hóa của Nga.
ATV được thiết kế chủ yếu để phục vụ cho các hoạt động nghiên cứu của châu Âu trên phòng thí nghiệm Columbus. Do vậy, mặc dù sau đó việc phát triển ATV được tiến hành thuận lợi nhưng sự chậm trễ trong việc đưa phòng thí nghiệm Columbus lên trạm không gian quốc tế đặc biệt là sau sự cố của tàu Columbia khiến cho việc phóng ATV bị chậm lại đáng kể.
Chiếc ATV đầu tiên, được đặt tên là Jules Verne, đã được phóng lên quỹ đạo vào ngày 9 tháng 3 năm 2008. Jules Verne là tên của một tác giả nổi tiếng người Pháp sống vào thế kỷ 19. Ngoài Jules Verne ra dự kiến cho đến năm 2015 sẽ còn có thêm 4 chiếc ATV nữa được chế tạo để phục vụ cho trạm không gian quốc tế.

## Sứ mệnh

### Jules Verne
Jules Verne, tàu ATV đầu tiên, còn có thêm hai lần thử nghiệm các thao tác trong quá trình gặp gỡ với trạm và rút lui an toàn khi có sự cố vào ngày 29 và 31 tháng 3 năm 2008 trước khi được cho kết nối thật sự vào trạm vào ngày 3 tháng 4 năm 2008.

## Vai trò

### Với châu Âu
ATV là tàu vũ trụ lớn và phức tạp nhất mà châu Âu từng xây dựng. Sự có mặt của ATV tạo cho ESA khả năng độc lập trong việc mang hàng hóa lên trạm phục vụ cho hoạt động của phòng thí nghiệm Columbus cũng như toàn bộ trạm không gian quốc tế, không quá lệ thuộc vào các phương tiện của Nga và Mỹ. Điều này giúp nâng cao vị thế của châu Âu trong chương trình trạm không gian quốc tế. Ngoài ra, ATV cũng mở ra một triển vọng mới để ESA phát triển các phương tiện vận tải vũ trụ khác trong tương lai.
"Với sự ghép nối của Columbus, châu Âu đã có căn phòng của mình trên công trình ISS, với việc phóng chiếc ATV đầu tiên, chúng ta đã có một chiếc xe giao hàng của chính mình" (Daniel Sacotte – giám đốc ESA về chuyến bay không gian có người lái, vi trọng lực và thám hiểm).1

### Với trạm không gian quốc tế
Trạm không gian quốc tế cần được cung cấp thường xuyên các thiết bị thí nghiệm, các bộ phận thay thế, nhiên liệu cũng như các nhu yếu phẩm như thức ăn, không khí và nước cho các phi hành gia. Các tàu không người lái Progress của Nga và các tàu con thoi của Mỹ đảm nhận công việc này. Tuy nhiên các tàu con thoi sẽ được nghỉ hưu vào khoảng năm 2010 sau khi việc lắp ghép trạm không gian quốc tế hoàn thành. Do vậy sự có mặt của tàu ATV, với khả năng mang gấp 3 lượng hàng hóa so với Progress, đóng một vai trò rất quan trọng cho việc duy trì hoạt động của trạm không gian quốc tế. Nó cũng giúp châu Âu chia sẻ phí tổn trong chương trình ISS với các đối tác khác.

## Cấu tạo
ATV là một tàu vũ trụ đa chức năng, kết hợp cả các chức năng tự động của một tàu không người lái với các yêu cầu an toàn của một tàu có người lái. Nó là một con tàu được thiết kế tinh vi để có thể hoạt động một cách hoàn toàn tự động.
ATV có khối lượng tới gần 21 tấn khi phóng và có độ lớn đủ để chứa một chiếc xe buýt 2 tầng. Với kích cỡ và khối lượng như vậy, ATV yêu cầu một thiết bị phóng đặc biệt. Loại tên lửa dùng để phóng ATV là một loại tên lửa Ariane 5 được cải tiến gọi là Ariane 5 ES ATV, được thiết kế để có thể thích ứng với tải trọng của ATV. Lần phóng đầu tiên của nó đã đưa chiếc ATV đầu tiên – Jules Verne lên quỹ đạo 260 km cách mặt đất.
Phần bên ngoài của ATV là một hình trụ dài 10,3 m và đường kính 4,5 m che phủ bởi một lớp lá cách điện phía trên các tấm bảo vệ khỏi các mảnh thiên thạch. Trên phần thân chính của tàu có các mảng thu năng lượng mặt trời vươn ra hình chữ X.
Bên trong của ATV bao gồm hai phần: Module phục vụ chứa các hệ thống hoa tiêu và tạo sự đẩy, và bộ phận mang hàng hóa tích hợp (Integrated Cargo Carrier) chứa các hàng hóa dạng khô và dạng chất lưu.

### Bộ phận mang hàng hóa tích hợp
Bộ phận này nằm ở đầu phía trước của tàu và là phần được nối vào với trạm ISS. Nó chiếm 60% thể tích của toàn bộ con tàu và mang theo tất cả hàng hóa cung cấp cho trạm. Bộ phận này được chia thành hai phần.

#### Phần được điều áp
Với thể tích 48 m3, phần này được nối trực tiếp với module Zvezda của ISS. Nó chứa các hàng hóa khô như các dụng cụ bảo trì, thiết bị khoa học, các phần thức ăn tươi, thư từ và đồ dùng cá nhân. Phần này chiếm tới 90% thể tích của bộ phận mang hàng hóa tích hợp.
Phần này có chỗ để chứa tới 8 giá đựng tiêu chuẩn với thiết kế gồm các bộ phận bằng nhôm để chứa các thiết bị và túi chuyên chở. Cấu trúc của phần này dựa trên các module hậu cần đa mục đích do Italia chế tạo. Các module này được dùng để mang hàng tiếp tế lên cho trạm ISS và được chở trong khoang chở hàng của các tàu con thoi.

#### Phần không được điều áp
Nằm phía sau phần được điều áp và ngăn cách bởi một vách ngăn, phần hình trụ này là nơi các hàng hóa dạng lưu chất (khí và lỏng) được lưu giữ. Gian này gồm 22 thùng chứa hình cầu với các kích cỡ và màu sắc khác nhau. Các thùng chứa này cung cấp chất nổ đẩy cho hệ thống tạo sức đẩy của trạm cũng như không khí (oxy, nitơ) và nước cho các phi hành gia của trạm.
Phần này nằm ở giữa tàu và không thể nhìn thấy được từ bên ngoài. Các chất lưu trong thùng chứa được chuyển sang trạm thông qua hệ thống ống dẫn chuyên dụng nối với hệ thống đường ống của trạm hoặc thông qua các ống dẫn vận hành bằng tay.

#### Hình nón phía trước
Phần đầu của bộ phận mang hàng hóa tích hợp chứa các thiết bị để gặp gỡ và lắp ghép với trạm không gian. Nó gồm một hệ thống kết nối của Nga, các thiết bị hàng không và tạo sự đẩy quyết định tới quá trình tự động tiếp cận, gặp gỡ và kết nối của ATV với trạm ISS.

### Module phục vụ
Module này gồm các hệ thống tạo sự đẩy, điện năng (gồm các tấm năng lượng mặt trời), máy tính, liên lạc và phần lớn các thiết bị hàng không. Module này chia thành nhiều gian.

#### Thiết bị hàng không
Gian thiết bị điện tử hàng không (Avionic) được coi là bộ não của ATV. Trông giống một đai hình trụ cao 1,36 m, gian này nằm ở phần phía trên của module phục vụ. Nó chứa các bộ phận tối quan trọng như các máy tính, các con quay hồi chuyển, các hệ thống hoa tiêu và điều khiển cùng các thiết bị liên lạc. Gian này nối với gian tạo sự đẩy.

#### Điện năng
Trên module phục vụ có 4 mảng thu năng lượng mặt trời với sải cánh tổng cộng là 22,3 m. Điện năng từ đây được đưa vào các ắc quy có thể sạc lại để sử dụng khi tàu ở vị trí bị Trái Đất che mất mặt trời. Các tấm thu năng lượng mặt trời này phân phối khoảng 4,8 kW điện cho các hệ thống và thiết bị trên ATV.

#### Sự đẩy
Hệ thống tạo sự đẩy (Propulsion) giúp vận chuyển tàu ATV tới trạm ISS, tạo khả năng tự động lái với 4 động cơ đẩy chính (cung cấp 490 N sức đẩy) để đẩy tàu về phía trước và 28 ống phun đẩy nhỏ hơn (cung cấp 220 N lực đẩy) để điều khiển tư thế. Khi tàu đậu vào trạm, hệ thống này cũng được sử dụng để điều khiển tư thế của cả trạm và đẩy trạm lên cao hơn.

## Hoạt động
Cứ khoảng mỗi 17 tháng, một tàu ATV lại được một tên lửa Arane 5 phóng lên từ sân bay vũ trụ châu Âu ở Kourou, Guyana thuộc Pháp. Nó sẽ mang theo khoảng 7,7 tấn hàng hóa lên trạm không gian quốc tế.
Sau khi tới quỹ đạo, một hệ thống hoa tiêu với độ chính xác cao trên tàu sẽ tự động lái nó theo một quỹ đạo để tới gặp gỡ với trạm. Quá trình này diễn ra trong vài tuần. Con tàu sẽ đậu vào cổng lắp ghép phía sau của module phục vụ Zvezda của Nga. Quá trình gặp gỡ và kết nối này diễn ra một cách tự động tuy nhiên các phi hành gia trên trạm cũng như chuyên gia trên mặt đất có thể can thiệp bất cứ lúc nào nếu thấy cần thiết. Sau khi lắp ghép thành công, các phi hành gia sẽ lấy hàng tiếp tế trên tàu sau khi mở cánh cửa nối giữa trạm này với con tàu.
ATV sẽ ở lại trên trạm trong khoảng 6 tháng. Trong thời gian này nó có vai trò như một phần điều áp của trạm. Nó cũng sẽ được sử dụng để đẩy trạm ISS lên một độ cao lớn hơn. Mặc dù trạm ISS ở phía trên bầu khí quyển nhưng ở độ cao này vẫn có một lượng nhỏ không khí đủ để gây ra ma sát khiến trạm bị giảm độ cao (tới khoảng 300 m mỗi ngày).
Khi sứ mệnh gần kết thúc, các phi hành gia sẽ chất đầy phần điều áp bên trong con tàu ATV với khoảng tới 6,4 tấn thiết bị, vật dụng không còn sử dụng và rác thải từ trạm. Sau đó tàu sẽ rời khỏi trạm và được đốt cháy hoàn toàn phía trên Thái Bình Dương khi trở về bầu khí quyển của Trái Đất.
Ngoài ATV và Progress, tàu HTV (H-II Transfer Vehicle) của Nhật dự kiến sẽ được phóng trong tương lai cũng là một tàu vận tải không người lái có chức năng mang đồ tiếp tế cho trạm không gian quốc tế.

## Hàng hóa
ATV có thể mang theo tới 7667 kg hàng hóa lên trạm ISS. Tùy theo yêu cầu nó có thể mang theo nhiều loại hàng tiếp tế khác nhau. Các tải trọng trên ATV gồm có:
- Chất nổ đẩy của tàu: Sử dụng để nâng quỹ đạo của tàu, gặp gỡ và ghép nối với ISS và hạ quỹ đạo của nó khi kết thúc sứ mệnh.
- Chất nổ đẩy cho trạm: Được chuyển cho trạm sau khi tàu đậu vào trạm. Nó được ISS sử dụng để điều khiển quỹ đạo và tư thế của mình.
- Nước uống: Được các phi hành gia sử dụng để uống, hyđrat hóa lại thức ăn và làm vệ sinh răng miệng.
- Không khí (Oxy và Nitơ): Cung cấp lại không khí cho trạm.
- Hàng hóa khô: Gồm nhiều loại như thức ăn, quần áo, các thiết bị và dụng cụ thay thế và các đồ dùng khác.

## Các dự án
Với khả năng mang tải trọng lớn (gần 9 tấn hàng hóa và chất nổ đẩy) cùng với kỹ thuật hiện đại và phức tạp, ATV là một nền tảng tuyện vời giúp châu Âu có thể phát triển những loại tàu vũ trụ mới với chức năng và độ phức tạp khác nhau. ESA đã có những nghiên cứu với phạm vi khác nhau.

### Nghiên cứu 1
Nằm trong phạm vi của chương trình nghiên cứu tổng quát được bắt đầu vào đầu năm 2004, đề án này gồm 3 kịch bản:

#### Mang trở về hàng hóa lớn (Large Cargo Return)
Bộ phận mang hàng hóa tích hợp được thay bởi một khoang chứa hàng hóa lớn. Khoang này được bảo vệ bởi một lớp bảo vệ nhiệt, nhờ đó nó có thể mang trở về Trái Đất hàng trăm kg hàng hóa và các mẫu thí nghiệm có giá trị. Đề án này về sau được phát triển thành một nghiên cứu chi tiết hơn gọi là "phương tiện mang hàng hóa trở về" (Cargo Return Vehicle).

#### Tàu vận chuyển người (Crew Transport Vehicle)
Bộ phận mang hàng hóa tích hợp thành một khoang hạ cánh để chở người. Ban đầu nó sẽ được dùng làm tàu cứu hộ cho trạm ISS, sau đó sẽ trở thành một phương tiện chở người hoàn thiện (lên và xuống). Đề án này sẽ giúp châu Âu có khả năng mang người lên quỹ đạo thấp của Trái Đất.

#### Phương tiện vận tải hậu cần không điều áp (Unpressurised Logistics Carrier)
Đề án này có thể mang lên trạm tới hàng tấn thiết bị không cần điều áp, chở trong một bộ phận mang chuyên dụng có thể thay thế cho bộ phận mang hàng hóa tích hợp. Các thiết bị này sẽ được chuyển tới vị trí cuối cùng của nó bằng các cánh tay robot hay các cuộc đi bộ không gian.

### Nghiên cứu 2
Đây là một nghiên cứu tỉ mỉ hơn gọi là "phương tiện mang hàng hóa trở về" (Cargo Return Vehicle – CARV). Bắt đầu vào mùa thu 2004, mục tiêu của loại tàu mới này là đỗ vào phần của Mỹ trên trạm ISS và trao đổi các giá tiêu chuẩn trên trạm.

### Các hướng phát triển khác

#### Mang trở về hàng hóa nhỏ (Small payload return)
Phần trung tâm của ATV được trang bị một khoang nhỏ có thể được phóng ra. Khoang này sẽ có thể mang trở về Trái Đất 150 kg hàng hóa khi kết thúc sứ mệnh. Nó sẽ dùng để mang về các mẫu thí nghiệm khoa học và công nghệ có giá trị.

#### Nơi trú ẩn an toàn/phòng thí nghiệm trôi lơ lửng
ATV có thể được phát triển thành một phòng thí nghiệm không chở người với mức độ vi trọng lực lớn hơn của trạm ISS. Nó sẽ đậu định kỳ vào trạm ISS cho các nhiệm vụ hậu cần và có thể là một nơi trú ẩn an toàn cho toàn bộ phi hành đoàn của trạm khi có sự cố khẩn cấp.

#### Trạm không gian mini
ATV được trang bị với 2 cơ cấu lắp ghép ở phía trước và phía sau để có thể ghép nối với nhau như các toa tàu.

#### Phương tiện vận tải thám hiểm (Exploration Transport Vehicle - ETV)
ATV có thể được phát triển để trở thành một phương tiện vận tải mang được tới hàng tấn hàng cung cấp lên quỹ đạo của mặt trăng và sao hỏa bao gồm cả các kính viễn vọng không gian và các tàu vũ trụ liên hành tinh. Nó sẽ trở thành tàu kéo không gian lớn nhất được xây dựng.

## Bên lề
- Trong số các hàng hóa mang theo trên Jules Verne có hai bản viết tay của chính tác giả Jules Verne. Các món đồ này nhằm kỷ niệm việc phóng chiếc ATV Jules Verne lên quỹ đạo.2
- Ngoài các chức năng chính của mình, Jules Verne còn được các phi hành gia trên trạm tận dụng vào các mục đích khác như là nơi tắm rửa và ngủ, do ATV cung cấp một khoảng không gian riêng tư hơn và có mức độ ồn thấp hơn ở các khu vực khác. Các thùng chứa hình cầu rỗng trên ATV sau khi đã truyền hết bên trong cũng được tận dụng để chứa nước ngưng tụ từ không khí cũng như chất lỏng thải ra từ các nhà vệ sinh trên trạm. Đây là các công dụng mới của ATV mà không hề được tính tới ban đầu.3
- Thời gian Jules Verne lưu lại trên trạm được kéo dài thêm một tháng so với kế hoạch tới tháng 9 năm 2008 để tận dụng lực đẩy rất mạnh của nó cho trạm.3